# Piegan
Piegan (Peigan, Piikani) /od pikuni =  'people having badly dressed robes' /, jedno od tri plemena konfederaije Blackfoot ili Siksika koje je živjelo na prerijama na granici Montane i Alberte. Prema Grinnellu sastojali su se od bandi: Ahahpitape, Ahkaiyikokakiniks, Apikaiyiks, Esksinaitupiks, Inuksikahkopwaiks, Inuksiks, Ipoksimaiks, Kahmitaiks, Kiyis, Kutaiimiks, Kutaisotsiman, Miahwahpitsiks, Miawkinaiyiks, Mokumiks, Motahtosiks, Motwainaiks, Nitakoskitsipupiks, Nitawyiks, Nitikskiks, Nitotsiksisstaniks, Sikokitsimiks, Sikopoksimaiks, Sikutsipumaiks i Tsiniksistsoyiks. Hayden (1862) navodi i bandu Susksoyiks. 
Piegani su bili pravo prerijsko pleme koje je živjelo gotovo isključivo od bizona. Uništenjem ove životinje mnogi su pomrli od gladi.
Godine 1858. broj Piegana u SAD-u iznosio je 3,700. Hayden tri godine kasnije procjenjuje da ih ima oko 2,520. Godine 1906. bilo ih je 2,072 na agenciji Blackfoot u Montani i 493 na agenciji Piegan u Alberti, Kanada. U Kanadi se danas nazivaju Northern Piikani a u Montani Southern Peigan.

## Vanjske poveznice
- Indian Tribe History  Arhivirana inačica izvorne stranice od 18. listopada 2006. (Wayback Machine)
- Piikani